# Heaven Upside Down
Heaven Upside Down är Marilyn Mansons tionde studioalbum. Det släpptes den 7 oktober 2017.
Albumet var planerat att släppas den 14 februari 2017, men i en intervju för Loudwire den 7 september gav Manson en förklaring till varför albumet blev försenat. Den 11 september släpptes singeln "We Know Where You Fucking Live".

## Låtlista
| 1.           | Revelation #12                 | 4:42  |
| 2.           | Tattooed in Reverse            | 4:24  |
| 3.           | We Know Where You Fucking Live | 4:32  |
| 4.           | Say10                          | 4:18  |
| 5.           | Kill4Me                        | 3:59  |
| 6.           | Saturnalia                     | 7:59  |
| 7.           | Je$u$ Cri$i$                   | 3:59  |
| 8.           | Blood Honey                    | 4:10  |
| 9.           | Heaven Upside Down             | 4:49  |
| 10.          | Threats of Romance             | 4:37  |
| Total längd: | Total längd:                   | 47:29 |

| 11.          | Kill4Me (Mystery Skulls Remix) | 3:39  |
| Total längd: | Total längd:                   | 50:18 |

## Musiker
- Marilyn Manson – sång, produktion
- Tyler Bates – gitarr, keyboards, produktion
- Twiggy Ramirez – basgitarr
- Gil Sharone – trummor